# Grote Markt 47 (Groningen)
Het pand aan de Grote Markt 47 in de Nederlandse stad Groningen is een rijksmonument.

## Geschiedenis
Het voormalig woonhuis werd blijkens het jaartal in het timpaan in 1669 aan de rand van de Grote Markt gebouwd. Het heeft een zadeldak met aan de voorzijde een halsgevel met gebeeldhouwde klauwstukken. In de geveltop zijn een oeil de boeuf-omlijsting en festoenen aangebracht. De pui stamt uit het midden van de 19e eeuw. 
Het pand werd in 1971 opgenomen in het monumentenregister. Het rood geschilderd gebouw biedt onderdak aan bruin café Der Witz.